# The Keys to Maramon
The Keys to Maramon is een videospel voor diverse platforms. Het spel werd uitgebracht in 1990. Het spel speelt zich af in hetzelfde universum als het computerspel The Magic Candle. Het spel is een actierollenspel waarbij het doel is om Maramon te redden.

## Ontvangst
| Beoordeeld door                      | Jaar | Score |
| ------------------------------------ | ---- | ----- |
| Defunct Games                        | 2006 | 85%   |
| Joystick (Frans)                     | 1995 | 81%   |
| Video Games & Computer Entertainment | 1995 | 60%   |
| The Video Game Critic                | 2002 | 50%   |